# Шем’якино (Малоярославецький район)
Шем’якино (рос. Шемякино) — присілок в Малоярославецькому районі Калузької області Російської Федерації.
Населення становить 66 осіб. Входить до складу муніципального утворення Село Коллонтай.

## Історія
Від 2004 року входить до складу муніципального утворення Село Коллонтай.

## Населення
| 2002 | 2010 |
| ---- | ---- |
| 56   | ↗66  |